# Caritasfontänen

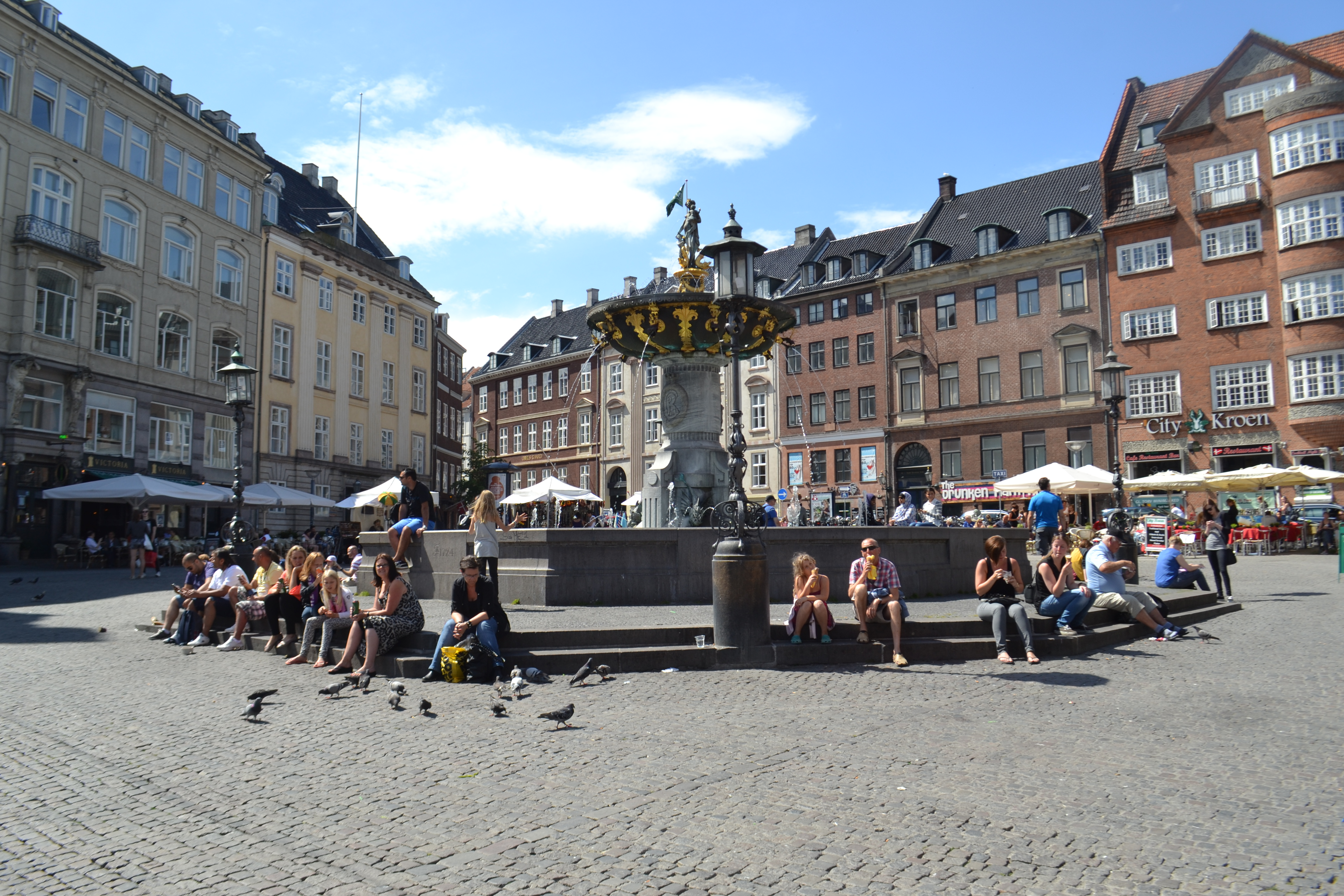
Caritasfontänen, med Vestergades mynning i Gammeltorv i bakgrunden, 2014

Caritasfontänen (danska:Caritasbrønden eller Caritasspringvandet) är en dansk fontänskulptur på Gammeltorv i Indre By i Köpenhamn.

## Utseende
Överst i fontänen står på en bronspelare en skulpturgrupp i brons. Denna föreställer en gravid kvinna i förgylld tiara med två barn. Kvinnan symboliserar den kristna dygden caritas, kärleken till Gud och till människorna. Vatten strömmar ut från hennes bröst och från den kissande större pojken. Denne ger också modern Jesu hjärta. 
Pelaren står i en övre bronsskål med förgylld kant och med förgyllda bladprydnader på undersidan. Vid foten av figurgruppen finns tre förgyllda delfiner, ur vars munnar också vatten sipprar. Den övre skålen står på en pelare i marmor och granit med fyra järnstöd, vilken i sin tur är placerad i ett åttakantigt bassängkar i granit.

## Historik
Kung Fredrik II lät omkring 1560 anlägga en sex kilometer lång vattenledning i trä från den då skapade Emdrup Sø till Gammeltorv. Höjdskillnaden mellan ändpunkterna var nio meter. På Gammeltorv anlades en bassäng med en fontän.
Kung Kristian IV lät bygga om torget 1608–1610, och bassäng och fontän flyttades då något. En fontänskulptur i trä av bildhuggaren Statius Otto uppfördes, symboliserande "caritas", som vid denna tid i allegorisk bildkonst ofta symboliserades av en moder med barn i famnen. Den ursprungliga figurgruppen var snidad i trä och ersattes senare av en avgjutning i brons av Peter Hofmann på Kronborg Gjethus i Helsingør. Bronsen kom från kyrkklockor från danska klosterkyrkor, som beslagtagits av Kristian IV 1601–1602 för att återanvändas vid gjutning av kanoner.
Brunnen låg från början någon meter över gatunivån, men med åren höjdes gatunivån så att bassängen snart låg under marknivån, vilket minskade dess representativa funktion och riskerade att vattnet förorenades. År 1634 sänktes kar och figurer ned i den omgivande stensättningen. En förändring genomfördes 1706 av byggmästaren Johan Conrad Ernst, varvid granitbassängens övre del ersattes med ett luftigt nät. Vid en ny restaurering 1781, då monumentet hade förfallit, tillkom den nuvarande piedestalen av norsk marmor och granit. På dess bas finns Kristian VII:s monogram och Köpenhamns stadsvapen.
År 1859 invigdes Københavns Vandværk, vilket ledde till ett större tryck i ledningarna. Fontänens ledningar förnyades då av hovjuveleraren Jørgen Balthasar Dalhoff.
År 1890 höjdes fontänen två och en halv meter och figurgruppen ytterligare en halv meter av stadsarkitekt Ludvig Fenger, som också lade till granitbassängen. Delfinerna sattes också upp 1890.
År 1940 öppnades de igensatta hålen i figurgruppen. De hade satts igen 1857 av prydhetsskäl.

## Guldäpplen i fontänen
På drottning Margrethes födelsedag och ett par andra tillfällen under året lyfts i fontänen av vattnet upp dansande kulor av brons, som är belagda med rent guld. Denna tradition uppstod på 1700-talet.

## Bildgalleri

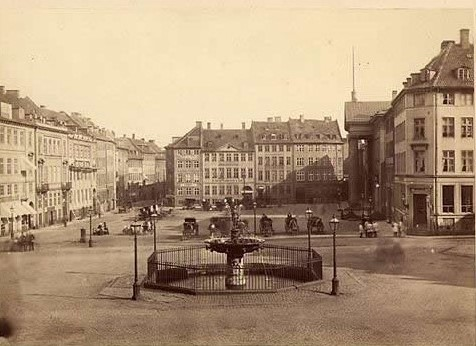
Caritasfontänen, med Nytorv i bakgrunden, omkring 1860
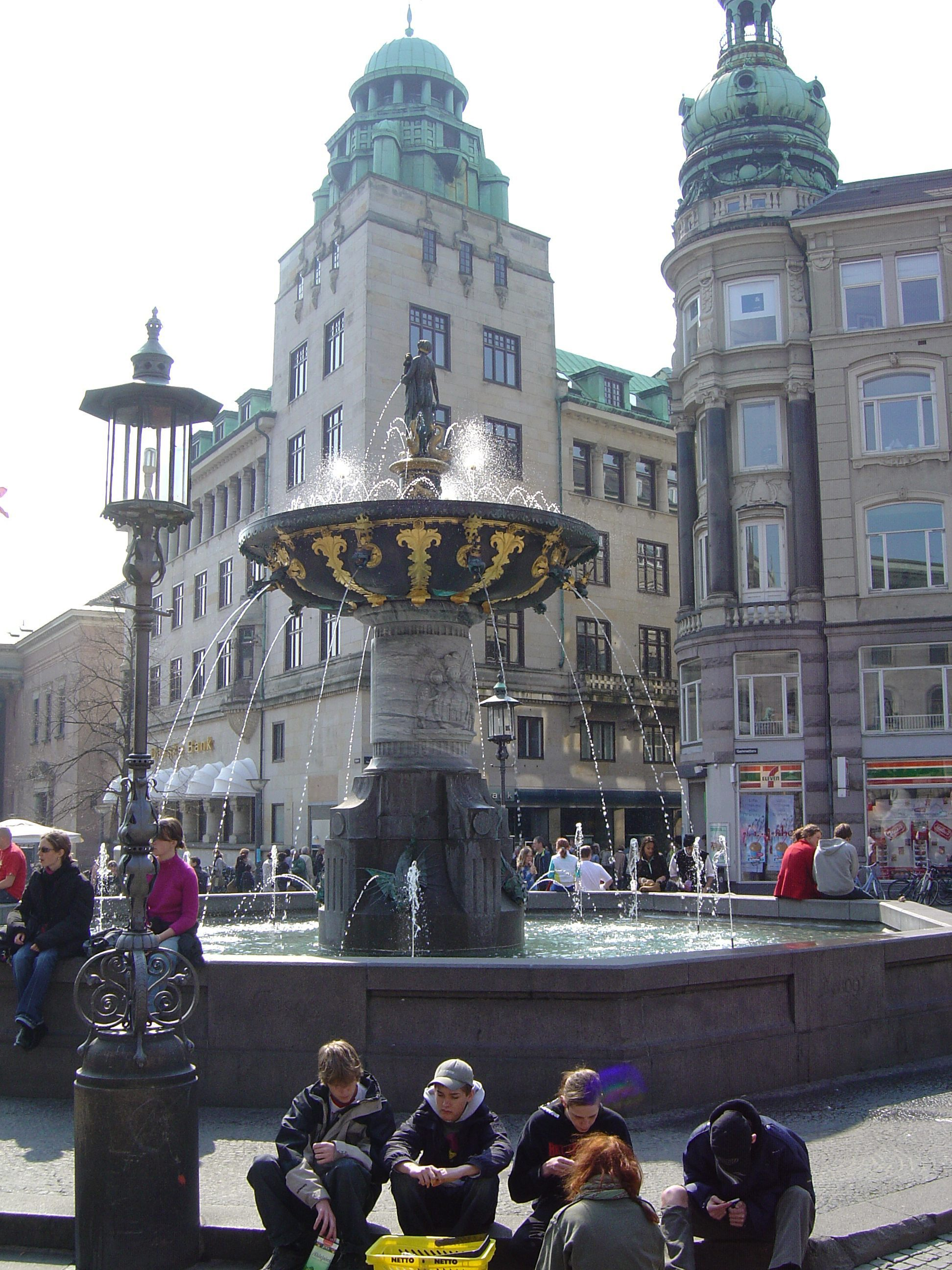
Caritasfontänen, med Frederiksbetgsgatans mynning i Gammeltorv i bakgrunden, 2005
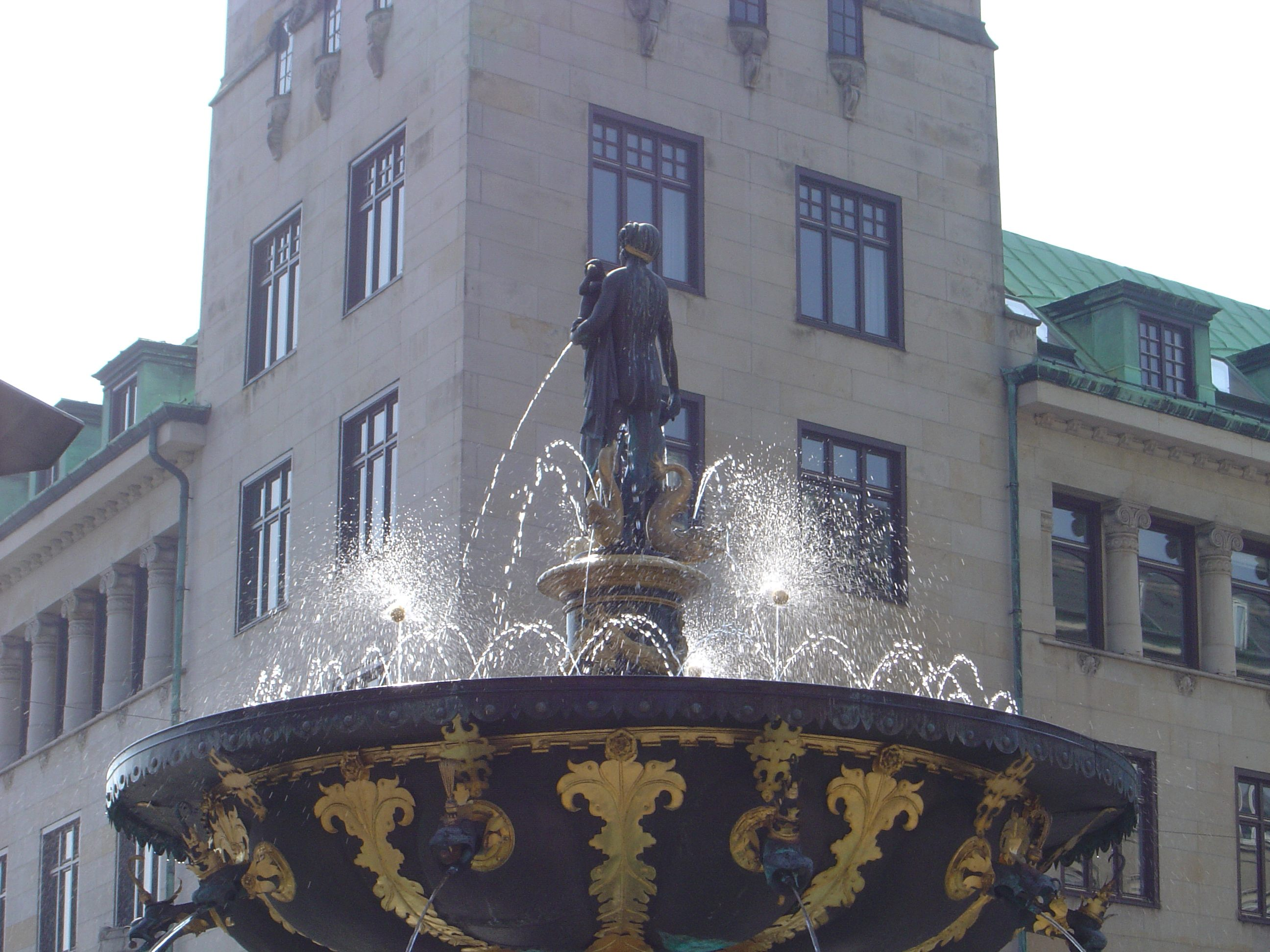
De dansande guldäpplena i fontänen